# Presidente Roque Sáenz Peña
Presidente Roque Sáenz Peña é um departamento da Argentina, localizado na província de Córdova. Possuía, em 2019, 40.084 habitantes.